# 楚庫里內

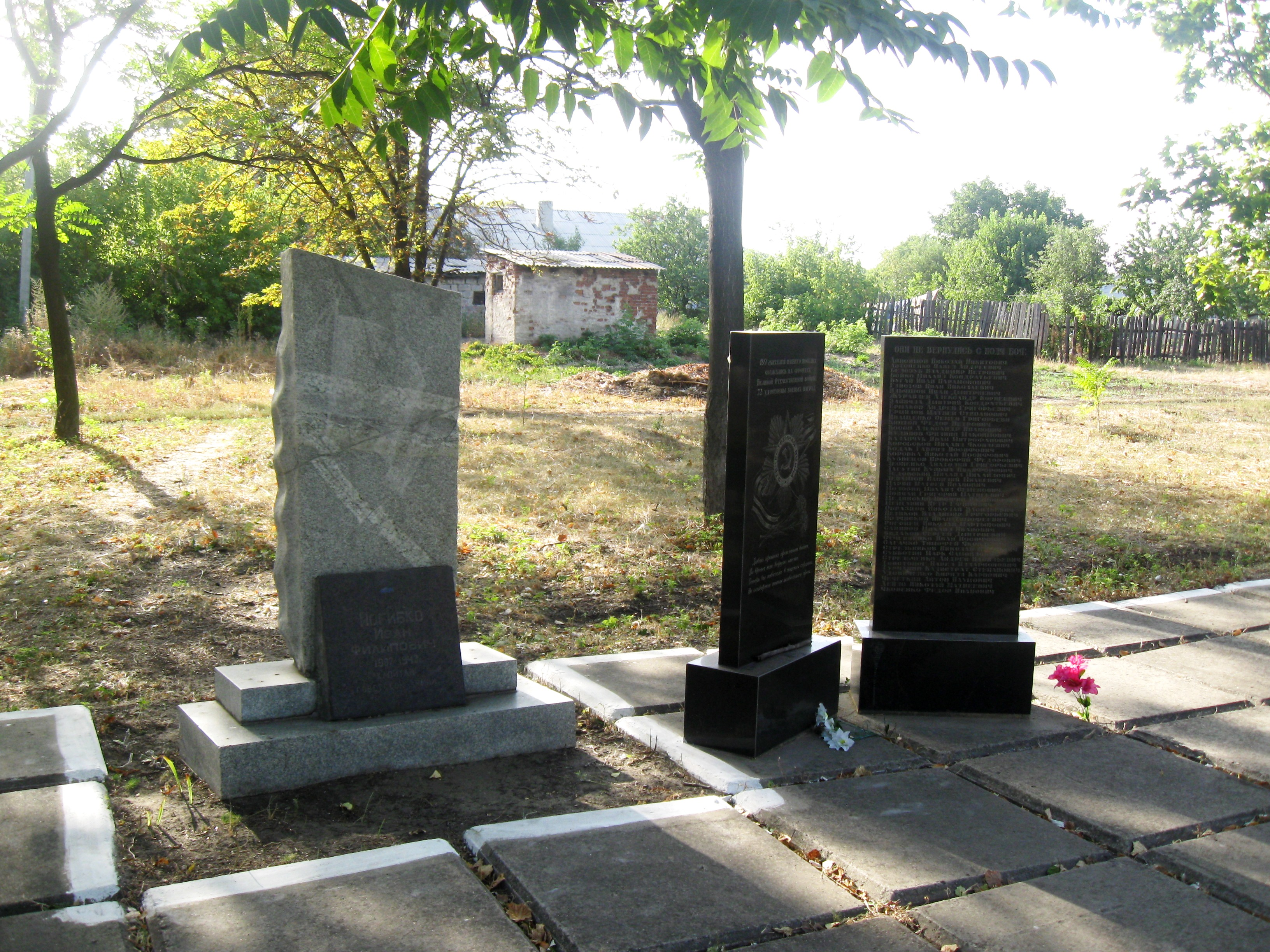
墓碑

楚庫里内（羅馬化：Tsukuryne），又按俄语译为楚库里诺，是烏克蘭東部頓涅茨克州波克羅夫斯克區塞利多韦市镇内的鎮。分別距離希爾尼克3公里和州府頓涅茨克36公里，海拔高度198米，2011年人口2,003。2024年10月6日，俄羅斯軍隊隨波克羅夫斯克攻勢佔領該該鎮。俄羅斯國防部隨後於 10 月 28 日正式宣布控制此鎮。